# Гладвін (Мічиган)
Гладвін (англ. Gladwin) — місто (англ. city) в США, в окрузі Гледвін штату Мічиган. Населення — 3069 осіб (2020).

## Географія
Гладвін розташований за координатами 43°59′2″ пн. ш. 84°29′14″ зх. д. / 43.98389° пн. ш. 84.48722° зх. д. (43.983970, -84.487229).  За даними Бюро перепису населення США в 2010 році місто мало площу 7,55 км², з яких 7,49 км² — суходіл та 0,06 км² — водойми.

## Демографія
Згідно з переписом 2010 року, у місті мешкали 2933 особи в 1261 домогосподарстві у складі 680 родин. Густота населення становила 388 осіб/км².  Було 1421 помешкання (188/км²).
Расовий склад населення:
| - 96,8 % — білих - 0,7 % — азіатів - 0,4 % — корінних американців - 0,1 % — чорних або афроамериканців |

До двох чи більше рас належало 1,4 %. Частка іспаномовних становила 1,1 % від усіх жителів.
За віковим діапазоном населення розподілялося таким чином: 23,5 % — особи молодші 18 років, 54,2 % — особи у віці 18—64 років, 22,3 % — особи у віці 65 років та старші. Медіана віку мешканця становила 40,4 року. На 100 осіб жіночої статі у місті припадало 81,4 чоловіків;  на 100 жінок у віці від 18 років та старших — 76,8 чоловіків також старших 18 років.
Середній дохід на одне домашнє господарство  становив 35 748 доларів США (медіана — 24 821), а середній дохід на одну сім'ю — 40 322 долари (медіана — 34 519). Медіана доходів становила 38 824 долари для чоловіків та 23 403 долари для жінок. За межею бідності перебувало 30,8 % осіб, у тому числі 47,8 % дітей у віці до 18 років та 12,5 % осіб у віці 65 років та старших.
Цивільне працевлаштоване населення становило 1079 осіб. Основні галузі зайнятості: освіта, охорона здоров'я та соціальна допомога — 20,3 %, роздрібна торгівля — 15,2 %, мистецтво, розваги та відпочинок — 15,1 %.